# Catharina Johansdotter Fjellman
Catharina Jonasdotter Fjellman, född 1681, död 8 januari 1702 i Uddevalla, var en svensk som avrättades för barnamord. Hon var centralfigur i det så kallade Myrtengrenska dramat, som är känt i Uddevallas lokalhistoria. Hennes historia har återgetts i Uddevallas stads historia av Sten Kristiansson och Hans Gillbys roman Jungfru i purpur från 1949.  
Catharina Jonasdotter Fjellman var dotter till kyrkoherden i Färgelanda, och kusin till den adlige Lorentz Myrtengren. Den 19 november 1701 avbröts förhandlingarna i rådstugan i Uddevalla av att ett barnlik hade hittades på en allmänning mellan Kullgrenska huset och ån i närheten. Misstankarna föll snabbt på Fjellman och Myrtengren, som båda var 20 år gamla. Det var känt att de var förälskade i varandra, och de ryktades ha övernattat tillsammans i Sivers Perssons hus när änkan Margareta var bortrest. Dagen därpå hade de flytt till häst fyra mil till Färgelanda. Under natten i Perssons hus ska hon ha fött ett barn som resultat av deras relation. Paret ska sedan ha dödat barnet efter födseln. 
Paret greps i Färgelanda och åtalades för barnamord. De hävdade båda att barnet hade varit dödfött. Barnet obducerades inte utan undersöktes bara av hattmakarhustrun Karin Svensdotter, som ansågs sakkunnig. Den 7 december 1701 dömdes de båda till döden, Fjellman genom halshuggning och därefter bränning på bål, Myrtengren till halshuggning och därefter stegling. Domarna fastställdes sedan av hovrätten. På grund av deras börd fanns en rädsla för att släktingar skulle försöka frita dem, och de slogs därför i järn och bevakades av fångvaktare som hotades med att få träda i deras ställe vid avrättningen om de skulle fly. Det var tänkt att de skulle avrättas i Bohus fästning, men på grund av att Fjellman hade blivit sjuk efter förlossningen och inte kunde flyttas fick hennes avrättning ske i Uddevalla. 
Fjellman avrättades i Uddevalla. Hon var vid tillfället så medtagen att hon fick bäras till avrättningsplatsen. Skarprättaren Johan Eriksson från Göteborg tjänstgjorde vid avrättningen. Myrtengren lyckades fly under transporten till Bohus fästning, där han skulle avrättas, och rymde till Norge. Han levde sedan som handlare i Kristiansand.